# 진성민
진성민(1986년 7월 6일~ )은 대한민국의 뮤지컬배우, 연극배우이다.

## 출연작

### 드라마
- 2020년 KBS2 《오! 삼광빌라!》 - 김 부장 역
- 2022년 티빙 《돼지의 왕》 - PD 역
- 2022년 디즈니+ 《키스 식스 센스》 - 제주도 소속 경찰 역

### 공연
- 2017년 연극 《울빨로맨스 - 울산》
- 2017년 연극 《둥지》
- 2017년 연극 《경성특사》
- 2015년 연극 《옥탑방 고양이 - 신도림》
- 2015년 연극 《옥탑방 고양이 - 울산》
- 2015년 연극 《쉬어매드니스》
- 2014년 연극 《극적인 하룻밤 - 서울》
- 2014년 연극 《그날들》
- 2014년 연극 《다이어트》
- 2013년 연극 《젊음의 행진》
- 2012년 연극 《파리의 연인》
- 2012년 연극 《천상시계》
- 2010년 연극 《옥탑방 고양이 - 서울》